# Roger Séassal
Roger Pierre Honoré Séassal est un architecte français né à Nice en 14 novembre 1885 et mort à Paris le 6 mars 1967. Il a été lauréat du Grand prix de Rome et membre de l'Académie des beaux-arts. Il fut inhumé à Nice.

## Biographie
Né dans une famille de négociants à Cagnes mais originaire de Nice, en effet, les Séassal (antérieurement Séassale ou Séassau) sont attestés à Nice depuis le XVIe siècle.
Élève à l'École nationale supérieure des beaux-arts, il est lauréat du grand prix de Rome en 1913. Ce prix lui permet de résider lors d'un court séjour à la Villa Médicis entre le 1er février et le 2 août 1914. Il est en effet très vite mobilisé pour ce qui va devenir la Première Guerre mondiale.
Il réalise un grand nombre de bâtiments publics jusque dans les années 1960 à Paris et particulièrement dans sa région d'origine, à Nice et dans les environs. Côte d'Azur oblige, il réalise aussi un grand nombre d'hôtels, de casinos et de villas.
Il a été professeur à l'École nationale supérieure des beaux-arts. Il est élu en 1960 au 8e fauteuil de l'Académie des beaux-arts section architecture.

## Principales réalisations
- 1921-1924 : dépendances du parc du Château Lou Seuil ou Château Balsan à Èze (Alpes-Maritimes) (conciergerie, garage, maison) ;
- 1924 : tombeau de la famille Riou-Aune à Châteauneuf-de-Grasse (Alpes-Maritimes) (Labellisé "Patrimoine du XXe siècle") ;
- 1924-1928 : Monument aux morts de Rauba-Capeù à Nice avec le sculpteur Alfred Janniot (Labellisé "Patrimoine du XXe siècle") ;
- 1926 : villa la Capponcina, 25 Avenue Winston Churchill à Cap-d'Ail (Alpes-Maritimes)[3] ;
- 1926 : Hotel Le Provençal à Juan Les Pins
- 1929 : Monte-Carlo Beach à Roquebrune-Cap-Martin ;
- 1928- 1929 : casino d'été du Palm Beach à Cannes (reconstruit par Séassal en 1947)[4] ;
- 1933 : Centre universitaire méditerranéen (réaménagé en 1985) sur la promenade des Anglais, à Nice ;
- 1937 : pavillon du bâtiment, exposition internationale des arts et techniques à Paris (détruit) ;
- 1955 : Lycée Claude-Monet dans le 13e arrondissement de Paris ;
- 1957-1964 : Faculté des sciences de Paris, quai Saint Bernard dans le 5e arrondissement de Paris avec Urbain Cassan et Louis Madeline ;
- 1966 : restauration et aménagement du Musée de l'art culinaire à Villeneuve-Loubet (Alpes-Maritimes) ;